# Zoltán Horváth (réalisateur)
Pour les articles homonymes, voir Horváth.
Zoltán Horváth (né en 1966 à Genève) est réalisateur suisse de films d'animation, dessinateur, caricaturiste. Il est l'auteur de 3 films d'animation remarqués et primés lors de plusieurs festivals internationaux.

## Biographie
Après avoir commencé des études à l'École supérieure des Beaux-Arts Genève, puis fait une licence en géographie à l'Université de Genève, il débute dans la rédaction, la mise en page et l'illustration de publications. Parallèlement à cette activité, il collabore régulièrement à plusieurs journaux suisses comme dessinateur de presse.
C'est en 1996 qu'il réalise son premier film d'animation en images de synthèse, Le Trompette de Gericault (7 minutes). Son second film d'animation, Carcasses et crustacés (10 minutes) est primé aux festivals de Locarno et de Genève. En travaillant à nouveau un mélange de techniques d'animation, il réalise en 2002 Nosferatu Tango (14 minutes) qui remporte plus de vingt prix internationaux. Il crée ensuite Dans la peau (14 minutes), court métrage d'animation coproduit par sa société Nadasdy, film qui voit des tatouages se déplacer sur la peau d'un couple.
Dans chacun de ses films, on retrouve un mélange de techniques différentes, ainsi qu'une histoire dans l'histoire. Ainsi, dans Nosferatu Tango, un moustique animé hilarant vit un amour éperdu pour un vampire figurant dans un livre filmé dont les pages sont tournées pour constituer la trame du film. L'aventure du moustique vient s'intégrer dans ce récit imagé aux couleurs délavées d'une grande beauté. Ce film a obtenu en 2002 le prix de la critique décerné par le Syndicat français de la critique de cinéma.

## Filmographie
- Les Bottes (1984)
- Le Trompette de Géricault (1996)
- Carcasses et crustacés (1998)
- Nosferatu tango (2002)
- Dans la peau (2007)